# San Pedro Jocopilas
San Pedro Jocopilas est une ville du Guatemala dans le département du Quiché.